# Rastovac (gmina Zagvozd)
Rastovac – wieś w Chorwacji, w żupanii splicko-dalmatyńskiej, w gminie Zagvozd. W 2011 roku liczyła 168 mieszkańców.

## Historia
W latach 1941–1945 Rastovac należał do Niepodległego Państwa Chorwackiego. Z zapisów wynika, że podczas II wojny światowej w Zagvozdzie i Rastovacu straciło życie co najmniej 190 ludzi.